# Concord (Alabama)
Pour les articles homonymes, voir Concord.
Concord est une census-designated place (CDP) du comté de Jefferson, dans l'État de l'Alabama, aux États-Unis. Elle compte 1 837 habitants en 2010.

## Géographie
D'après le Bureau du recensement des États-Unis, la CDP s'étend sur 3,4 milles carrés (8,8 km2), dont 0,04 mille carré (0,10 km2, soit 0,59 %) est recouvert d'eau.

## Démographie
| 2000  | 2010  | - | - |
| ----- | ----- | - | - |
| 1 809 | 1 837 | - | - |